# Kingsford Smith International Airport

i7
i11
i13
Der Kingsford Smith International Airport oder Sydney Airport (IATA-Code: SYD, ICAO-Code: YSSY) ist der Flughafen der australischen Metropole Sydney. Er liegt rund neun Kilometer südlich der Stadtmitte und hat drei Terminals, wovon zwei für den nationalen und eins für den internationalen Flugverkehr genutzt werden. Der größte Airport des Landes ist nach dem Luftfahrtpionier Charles Kingsford Smith benannt.

## Lage

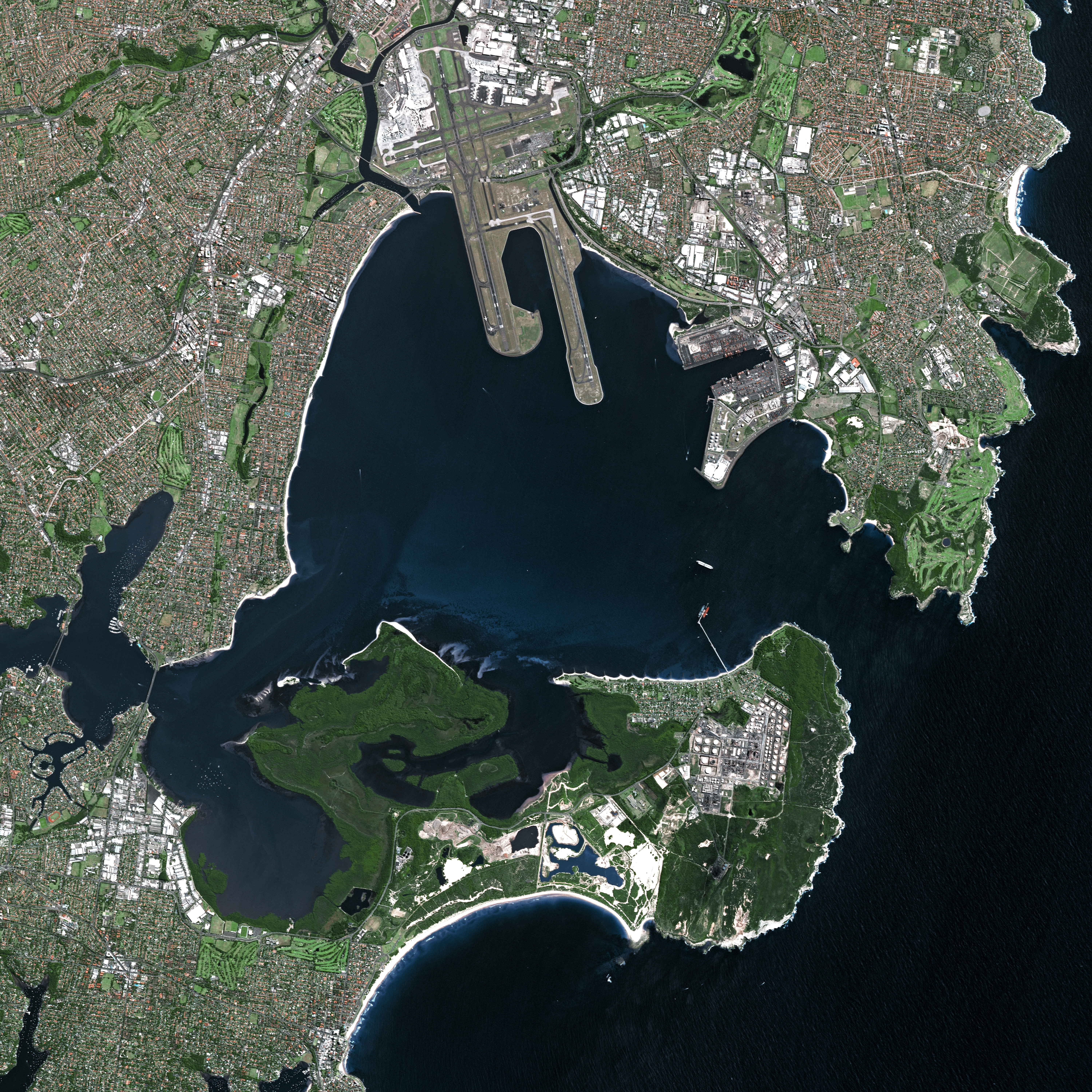
Die Botany Bay

Flughafenkarte

SYD liegt für einen Großflughafen sehr zentral und ist zum Beispiel nur etwa zehn Kilometer vom berühmten Sydney Opera House entfernt. Der Flughafen ist zu drei Seiten dicht umbaut, lediglich der südliche Teil grenzt an die Botany Bay. Da landseitig keine Expansion mehr möglich war, wurde der Ausbau durch Aufschüttungen in der Bucht ermöglicht, sodass neben einem Teil des Flughafengeländes vor allem zwei der drei Start- und Landebahnen, 16L/34R sowie deren Parallelbahn 16R/34L, um mehr als zwei Kilometer auf künstlicher Landfläche in die Botany Bay hineinragen.

## Geschichte

### Anfänge
Die Geschichte des Sydney Airport geht auf das Jahr 1911 zurück, als der neuseeländische Flugpionier Captain Joseph Joel Hammond auf dem heutigen Flughafengelände einen kurzen Showflug unternahm. Am 18. April 1911 startete er auf dem Ascot Racecourse, einer Pferderennbahn, die nur wenige Jahre später dem Flughafen wich und inzwischen von der Ost-West-Landebahn des Flughafens überbaut ist, mit einem Doppeldecker-Flugzeug des Herstellers Bristol zu einem nicht einmal zehn Minuten langen Vorzeigeflug. Offiziell wird dieses Datum als Gründungstag des Flughafens betrachtet.
Nach einigen Jahren ohne Flugbetrieb erlangte das Gelände neue Aufmerksamkeit: Nigel Love, ein australischer Militärpilot, war während des Ersten Weltkrieges in Europa stationiert. Dort konnte er einen Vertrag mit dem Luftfahrzeughersteller Avro sowie Walter Warneford, Ausrüstungsbeauftragter seines Geschwaders, schließen. Somit wurde Love zum alleinigen Agenten von Avro-Flugzeugen in Australien und erhielt einen Drei-Jahres-Vertrag für die Lieferung von Flugzeugen des Typs Avro 504k an die australische Luftwaffe. Hierfür gründete Love den ersten australischen Flugzeugproduzenten, Australian Aircraft & Engineering Co Ltd. Wieder in Australien angekommen brauchte er noch eine geeignete Fläche für sein Vorhaben. Nachdem Love die Region von Sydney erfolglos nach einem passenden Grundstück abgesucht hatte, bot ihm ein Immobilienbüro das Gebiet in Mascot an. Dieses war für einen Flugplatz gut geeignet, da es einerseits sehr ebenerdig war und zudem die an- und abfliegenden Flugzeuge in keiner Richtung Hindernisse überwinden mussten. Daneben war das Gebiet durch Vornutzung als landwirtschaftliche Fläche nur mit Gras bewachsen, wodurch auch keine Wurzeln oder Ähnliches zu entfernen waren.
Der erste Flug vom neuen Standort, für den auch der Ascot Racecourse weichen musste, startete am 19. November 1919. Die offizielle Eröffnung fand jedoch erst am 9. Januar 1920 statt. Neben Freizeitflugbetrieb etablierten sich hier auch die spartanischen Fertigungsanlagen der Australian Aircraft & Engineering Co Ltd. Zusätzlich zur Endmontage der Avros wurde hier kurz darauf das erste in Australien entwickelte und gebaute Flugzeug hergestellt, ein Doppeldecker mit fünf Sitzplätzen. Über eine Militärbekanntschaft konnte Love Flugzeuge u. a. an Qantas verkaufen.
Im Jahr 1923 lief der Vertrag von Nigel Love für die Lieferung von Flugzeugen an das australische Militär sowie für die Grundstücksnutzung ab. Die Australian Aircraft & Engineering Co Ltd. meldete Konkurs an und Love zog sich zurück. Das Grundstück wurde umgehend von der Regierung übernommen, die hier einen öffentlichen Flugplatz für Sydney errichten wollte. Dazu hatte sie bereits 1921 angrenzende Areale aufgekauft. Insgesamt beliefen sich die staatlichen Investitionen auf 31.000 Australische Dollar.
Das neue Sydney Aerodrome konnte 1924 eröffnet werden. Ebenfalls 1924 startete auch der weltweit noch in den Anfängen befindliche Linienflugverkehr ab dem neuen Flugplatz der Stadt Sydney. Zunächst gab es regelmäßige Flüge nach Adelaide und Melbourne. In der Anfangszeit war der Flughafen noch sehr spärlich gebaut. So gab es bis 1940 kein richtiges Terminal, auch Kontrolltürme oder dergleichen waren in dieser extrem frühen Periode des aufkeimenden Luftverkehrs noch nicht vorhanden.
Im Jahr 1933 wurde am Flughafen die erste Start- und Landebahn mit Kiesbelag in Betrieb genommen, 1935 folgte der Status eines internationalen Verkehrsflughafen für den Sydney Airport, wo inzwischen Passagierluftverkehr fest zum Tagesgeschäft gehörte. Im Jahr 1938 folgte deshalb der Baubeschluss für ein Passagierterminal sowie einen Ausbau der flugbetrieblichen Anlagen. Die Arbeiten wurden 1939 begonnen, und bereits 1940 ging ein angemessenes Passagierterminal, das die bisherigen spartanischen Provisorien ersetzte, in Betrieb. Der dreistöckige Massivbau inklusive Terrassenfront mit Blick auf das Vorfeld beherbergte auf dem Dach den Tower. Das Gebäude steht noch heute und ist in Terminal 1 integriert.

### Neue Maßstäbe
Durch rapide steigende Passagierzahlen in den dreißiger und vor allem vierziger Jahren wurde der Sydney Airport seiner Rolle nicht mehr gerecht. Die Abfertigung war überlastet und zudem unkomfortabel. Ersatz musste her. Inzwischen entsprachen auch die mittlerweile drei gekreuzten Start- und Landebahnen nicht mehr dem Standard von so bedeutenden Flughäfen wie Sydney.
Die Regierung erkannte das Problem und war zudem auch sehr daran interessiert, Sydney fest ins Langstreckennetz einzubinden, wozu neue Anlagen essentiell waren. In den Beratungen wurde auch eine Verlegung des Flughafens geprüft, da der Ausbau des Standorts Mascot bautechnisch wegen der nötigen Verlegung des Cooks River sehr aufwändig war. Ein Flugzeugunglück im August 1945 spornte die Verantwortlichen nochmals an. Im März 1946 bestätigte man schließlich, dass man sich dafür entschieden habe, den Platz von Mascot weiter zu nutzen und dementsprechend erheblich auszubauen. Man erklärte, dass der Bau wohl voraussichtlich nach derzeitigen Planungen fünf Millionen australische Pfund kosten würde.
Für den Bau in Mascot sprachen unter anderem:
- die sehr zentrale Lage (alle anderen Standorte hätten deutlich weiter abseits vom Stadtzentrum gelegen)
- die Möglichkeit zur Einrichtung einer Flugbootbasis in der Botany Bay (zu dieser Zeit war noch nicht endgültig entschieden, ob Flugboote mittelfristig eine Chance haben würden)
- die Option zur Weiternutzung von flugbetrieblichen Anlagen im Wert von etwa 750.000 australischen Pfund
- die bereits relativ günstige Straßen- und Bahnanbindung
- die leichtere Navigation für Piloten, da der Platz direkt am Wasser liegt

Gegen den Bau in Mascot sprachen jedoch vor allem die Komplikationen einer langen Flussumleitung sowie Lärmschutzaspekte. Für den Bau der Flussumleitung mussten alleine rund zwei Millionen Kubikmeter Erde bewegt werden, zudem war die Verlegung von Straßen und Bahnlinien für die Realisierung notwendig. Eine andere für den Bau präferierte Gegend hätte bei Bankstown gelegen und somit deutlich entfernter vom Stadtzentrum.
Am 4. Juni 1947 wurden die Bauarbeiten für den neuen Sydney Airport aufgenommen. Man plante neben neuen Anlagen an dem Ort, wo bislang auch die Abfertigung stattfand, auch ein neues Terminal an der Botany Bay, südlich des bisherigen Standortes. Dieses Vorhaben wurde jedoch während der Bauphase geändert und nicht realisiert. Geplant war ein schrittweiser Ausbau des Flughafens in etwa zehn Jahren, der rund elf Millionen australische Pfund verschlungen hätte. Die Planungen, die zahlreiche Querbahnen und auch mehrere Landebahnen auf aufgeschütteten Flächen in der Botany Bay vorsah, wurde jedoch nie so umgesetzt und die Planungen geändert.

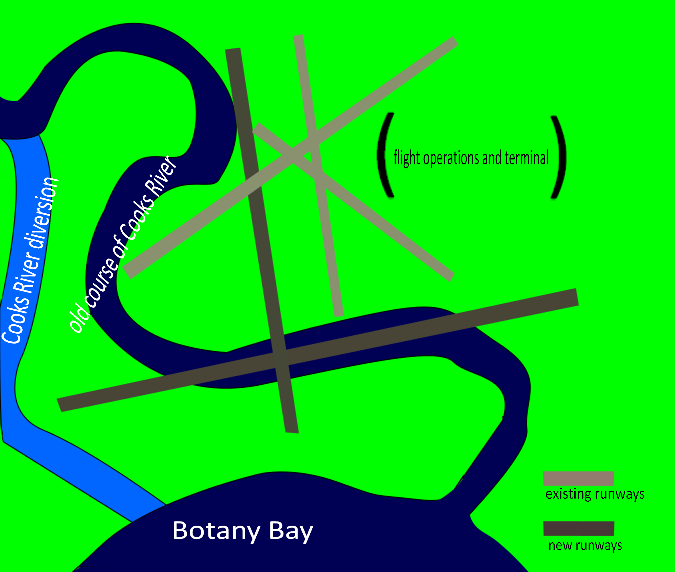
Karte der Flughafenerweiterung

Bereits 1949 entsprachen die Planungen fast dem späteren Zustand: die beiden gekreuzten Landebahnen, die nach damaliger Planung etwa 2500 m und etwa 1700 m lang sein sollten, existieren noch heute, jedoch ist letztere später in die Lagune verlängert worden. Der Hauptunterschied bestand darin, dass auch in der damaligen Planung das Terminal südlich an der Küste liegen sollte, während die bisherige Terminal- und flugbetriebliche Fläche nur noch für Hangars etc. technisch genutzt werden sollte. Die Realisierung dieser deutlich kleineren Anlage sollte jedoch nur mit etwa 3,5 Millionen australischen Pfund zu Buche schlagen.
Auch diese Planung sah zahlreiche Erweiterungen vor, sodass bis zum Erreichen der Endausbaustufe laut Masterplan zwischen neun und 15, maximal bis 20 Millionen australische Pfund hätten investiert werden müssten. Im Jahr 1951 waren die Bauarbeiten bereits weit vorangeschritten: die neue Hauptstart- und Landebahn war bereits teilweise errichtet und der Fluss umgeleitet, jedoch war von der Querbahn noch nicht viel zu erkennen, da man zunächst nur die Hauptbahn brauchen würde. Ebenfalls 1951 wurden am Flughafen etwa eine Million Passagiere abgefertigt. Verglichen mit knapp 800.000 im Vorjahr wurde hier noch einmal der rapide Anstieg des Luftverkehrs deutlich, weshalb die Eröffnung dringend erwartet wurde. Pro Monat wurden 1951 etwas mehr als 4000 Flugbewegungen, 1500 Tonnen Fracht und fast 70.000 Fluggäste gezählt.
Kurz darauf war der neue Flughafen in Betrieb. Das Terminal und die flugbetrieblichen Anlagen fanden sich bei Fertigstellung entgegen der ursprünglichen Planungen auf dem gleichen Areal nordöstlich der Kreuzung der beiden Start- und Landebahnen wieder.
Im Jahr 1960 wurde ein Radarsystem mit einer hohen Reichweite eingeweiht, 1965 folgte die Installation eines Instrumentenlandesystems (ILS), um auch Landungen bei schlechter Sicht zu ermöglichen.

### Jetzeitalter

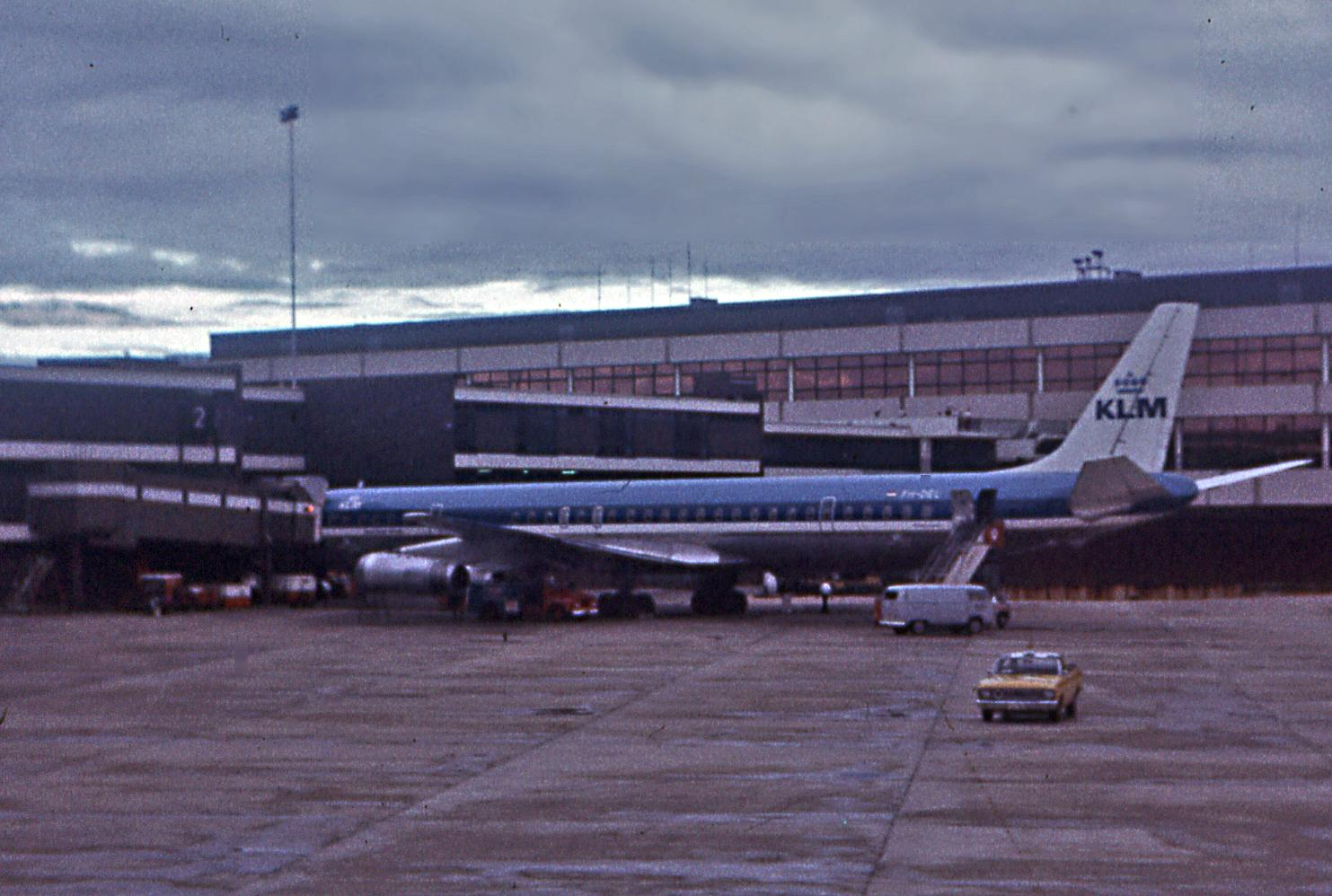
Flugzeug der KLM 1972 am damals noch sehr neuen internationalen Terminal. In der Zeit wurde Sydney zu einem beliebten Zielort zahlreicher europäischer Airlines. Heutzutage fliegen jedoch nur noch zwei britische Fluggesellschaften aus London nach Sydney, während alle anderen europäischen Airlines nicht mehr mit eigenen Diensten nach Sydney kommen.

Aus Kapazitätsgründen entschloss man sich in den Folgejahren, in denen der Luftverkehr rapide anstieg, zu weiteren Erweiterungen und Neubauten. Markant ist vor allem die Verlängerung der bei der Einweihung im Vergleich zur Ost-West-Landebahn kürzeren Querbahn, da für große Düsenverkehrsflugzeuge beide Landebahnen zu kurz waren, während auch die längere Ost-West-Landebahn an beiden Enden nicht erweiterbar war. Da die Flächen im Norden bereits bebaut waren, entfiel hier die Möglichkeit einer Erweiterung in diese Richtung. Deshalb wurde die Start- und Landebahn auf Aufschüttungen in die Botany Bay hinein verlängert. Die Aufnahme der Bauarbeiten begannen 1963. Die erste Erweiterung ging 1969 in Betrieb. Kurz darauf wurde sie noch Mal verlängert und ist seit 1972 mit 3962 m Länge als längste Landebahn am Sydney Airport im Einsatz. Sie verfügt bis heute über dieselbe Länge und ist damit auch heutzutage die längste aller drei Start- und Landebahnen. Neben der Erdaufschüttung musste auch für eine am Flughafenufer verlaufene Hauptverkehrsstraße eine Unterführung unter der Verlängerung gebaut werden. Die Bahn war zum Zeitpunkt eine der längsten auf der südlichen Erdhalbkugel und auch dafür ausgelegt worden, das Spaceshuttle aufzunehmen, weshalb die NASA einen Teil der Baukosten trug.
Währenddessen entschloss man sich zum Bau eines Gebäudes für den internationalen Verkehr. Als Ort wurde die Fläche gegenüber den bestehenden Fluggastanlagen auf der anderen Seite der Nord-Süd-Landebahn gewählt. Nachdem man im Jahr 1965 mit dem Bau angefangen hatte, konnte das Gebäude im Mai 1970 feierlich eröffnet werden. Die neuen Anlagen wurden für den zu dieser Zeit noch recht neuen Jumbojet ausgelegt. Das Gebäude steht noch heute, wenn auch stark modernisiert und ausgebaut. An der feierlichen Eröffnungszeremonie, die am 3. Mai 1970 stattfand, nahm Queen Elisabeth II. teil.

### Dritte Landebahn
Mit steigenden Passagierzahlen und der daraus auch konsultierenden steigenden Anzahl von Flugbewegungen brachte den Flughafen mit seinen beiden gekreuzten Start- und Landebahnen an seine Kapazitätsgrenze, weshalb hier Ausbaubedarf bestand. Jedoch sind die Möglichkeiten zum weiteren Ausbau sehr limitiert, da der Flughafen fast vollständig umbaut ist und man auch Rücksicht auf den Lärmschutz der Anwohner nehmen musste. Daher blieb nur eine Möglichkeit: Den Bau einer neuen Landebahn auf Aufschüttungen in der Botany Bay.
Man entschloss sich deshalb zum Bau einer wesentlich kürzeren Parallelbahn zur bestehenden Nord-Süd-Landebahn, die komplett auf künstlichen Aufschüttungen errichtet werden sollte. Das Vorhaben stieß bei den Anwohnern auf erhebliche Kritik, da sie dadurch erheblich höhere Lärmbelastungen befürchteten.
Das Projekt wurde 1989 angekündigt und die Planungen aufgenommen. Nachdem man die Planungen vollendet und die Regierungsfreigabe 1991 erhalten hatte, wurden die Arbeiten wegen der Dringlichkeit schnell aufgenommen. Diese gestalteten sich als äußerst aufwändig, da neben dem normalen Bahnbau auch 176 Hektar Land aufgeschüttet werden mussten.
Die neue Bahn konnte somit nach einigen Jahren Bauzeit im August 1994 fertiggestellt werden. Die Eröffnung erfolgte schließlich am 5. November desselben Jahres.
Durch den Bau wurden zehntausende Anrainer des Flughafens stärker als zuvor mit Lärm belästigt. Zahlreiche Beschwerden seitens der Anwohner führten dazu, dass bereits 1995 das ursprüngliche Anflugsystem auf die beiden Parallelbahnen wieder gestrichen wurde und durch eine andere Anflugmethode ersetzt wurde, die jedoch die Kapazität der beiden Bahnen erheblich senkte. Das Projekt mit seinen vielen Umweltbeeinträchtigungen entwickelte sich zu einem kleinen Politikum.
Zuletzt war es beim Bau zu einigen Bauproblemen mit der Aufschüttung gekommen, insbesondere der Flughafenzaun, der wegen Korrosion von Sand auf der Aufschüttung zu zahlreichen Komplikationen führte. Die Kosten für die Nachbesserungen gingen in die hohen Millionenbeträge.

### Olympische Spiele
Vom 15. September bis zum 1. Oktober 2000 fanden in Sydney die Olympischen Sommerspiele 2000 statt. Infolgedessen mussten die Infrastruktureinrichtungen erheblich verbessert werden. So wurden Straßen und Bahnlinien ausgebaut, ebenso wie der Sydney Airport für die während der Olympischen Spiele stark ansteigenden Passagierzahlen vorbereitet werden musste.

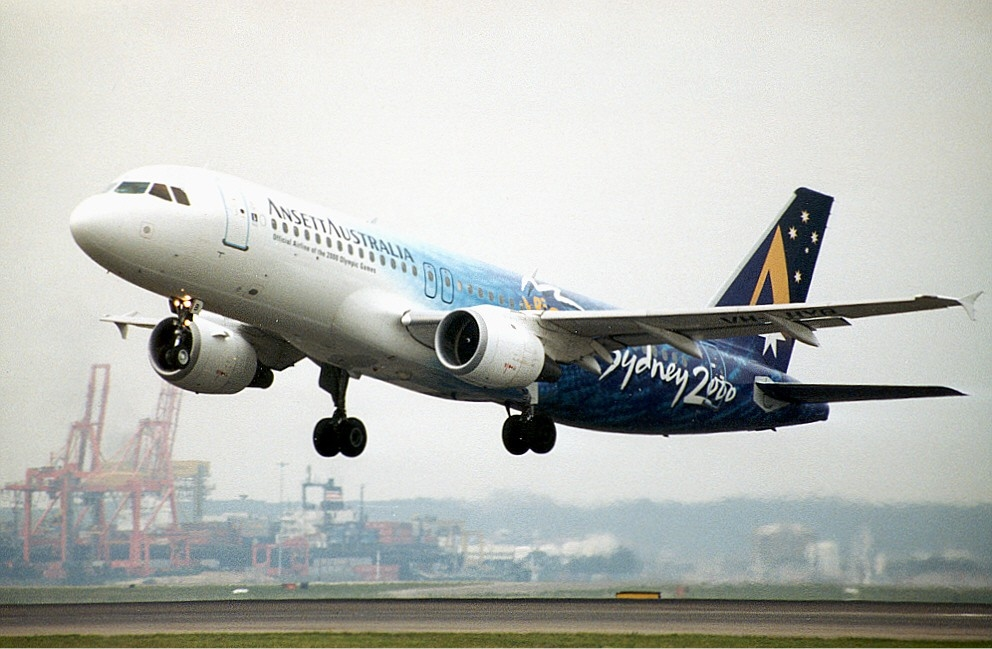
Ein Airbus A320-200 der Ansett Australia im November 1999 mit einer Werbebemalung zu den Olympischen Spielen 2000 in Sydney

Daher wurde stark in den Flughafen investiert. Als wohl wichtigstes Ergebnis war wohl die neue Schienenanbindung des Flughafens zu betrachten. Sie wurde zwischen 1995 und 2000 gebaut. Für den Bau musste ein Tunnel unter dem Flughafengelände gegraben werden. Die Streckenführung führt vom Zentrum her zum Flughafen, wo es jedoch nicht eine Airport-Station gibt, sondern wegen der Entfernung von internationalem zu nationalem Terminals zwei Stationen gibt. Eine erschließt die beiden Inlandsterminals während ein zweiter Flughafenbahnhof für die Anbindung des internationalen Fluggastgebäudes zuständig ist. Der Bau das Airport Link genannten Systems kostete insgesamt 900 Millionen Australische Dollar, womit es das insgesamt teuerste einzelne Infrastrukturprojekt der Olympischen Spiele in Sydney war. Die neue Strecke, für die insgesamt neun Kilometer Tunnel gebohrt werden mussten, wurde am 21. Mai 2000 in Betrieb genommen. Heute wird die Flughafenstrecke dicht befahren. Insgesamt nutzen 80 Züge am Tag die Strecke, während 2011 insgesamt neun Millionen Fahrgäste die Verbindung nutzten.
Während am Sydneyer Flughafen im Vergleich zu anderen Olympiaflughäfen keine neuen Terminals gebaut wurden, kam es zu erheblichen Modernisierungen an der bestehenden Fluggastabfertigung. Da jedoch hauptsächlich internationale Gäste erwartet wurden und auch hier die Kapazität nicht ausgereicht hätte, beschränkte sich dieses Ausbauprogramm bei den Fluggastgebäuden lediglich auf das internationale Terminal. Als eine der wichtigsten Baumaßnahmen ist hier die neue Gepäckförderanlage im Internationalen Terminal anzusehen. Das Projekt verschlang 46 der insgesamt um die 600 Millionen für die Auffrischung verwendeten Australischen Dollar. Es war jedoch auch eines der größten Probleme am Flughafen, da das System nicht richtig arbeitete. Nachdem es im Mai 2000 in Betrieb gegangen war, gab es vor den Olympischen Spielen zahlreiche Komplikationen und stundenlange Ausfälle der Anlage, die dazu führten, dass mehrere tausend Passagiere Verspätungen erlitten hatten und ebenfalls mehrere tausende Koffer zu spät ans Ziel gelangten. Insgesamt lag die Rate des zu spät beförderten Gepäck bei rund dem Zwanzigfachen der internationalen Standards. Angesichts der bevorstehenden Belastung während der Olympiade wurden darüber erhebliche Zweifel laut. So erwartete man, dass am Wochenende vom 14./15. September 2000 insgesamt mit den zahlreichen ansreisenden Gästen um die 75.000 Gepäckstücke im internationalen Bereich bewältigt werden müssten, verglichen mit 18.000 an normalen Wochenenden. Während des Anreise- und Abreisewochenendes kam es jedoch dann nicht zu den befürchteten Totalzusammenbruch der Gepäckanlage. Während des Tages nach der Schließungszeremonie wurden im internationalen Terminal wiederum Höchstleistungen vollbracht, als an einem Tag 45.500 Passagiere das Land über den Flughafen verließen und dabei 40.000 Gepäckstücke mit sich beförderten.
Ein weiteres Problem stellte die Zollabfertigung und Grenzwacht dar, da die zahlreichen Passagiere auch auf verbotenes Mitgeführtes kontrolliert werden mussten. Dies führte zur Einrichtung zusätzlicher Zoll- und Grenzkontrollen sowie zu zahlreiche Maßnahmen beim Gepäck. Während der Spiele wurden zahlreiche verbotene Sachen im Gepäck gefunden, darunter auch zahlreiche Lebensmittel.

### Privatisierung und weitere Entwicklung

#### Privatisierung
In den 1990er-Jahren begann die australische Regierung, ihre Flughäfen an private Investoren zu verkaufen, wie sie es schon mit zahlreichen anderen Firmen in der Zeit bereits gemacht oder noch machen würde. Mit dem Airport Act 1996 wurde 1996 der Verkauf aller bedeutenden Zivilflughäfen besiegelt. Mit den Einnahmen wollte man sowohl Schulden tilgen, als auch den Weg für Modernisierung und Ausbau freimachen. Die meisten Flughäfen, neben Sydney waren zum Beispiel auch Brisbane, Melbourne, Perth, Launceston oder auch Hobart, wurden bereits kurz nach dem Beginn der Aktion verkauft. Beim Flughafen Sydney zogen sich die Angelegenheiten deutlich länger hin. Einerseits, weil der Sydney Airport der wichtigste Flughafen von Australien ist und somit etwas Besonderes, jedoch wohl mehr, da 2000 in Sydney die Olympischen Spiele stattfinden würden. Im Sommer 2001 nahmen dann auch die Verhandlungen für den Verkauf des Sydney Airport Gestalt an. Jedoch wurden die Pläne wegen der Folgen des 11. Septembers und der daraus folgenden problematischen Zeit für den Luftverkehr verschoben.
Im Juni 2002 wurde schließlich der Verkauf der staatlichen Sydney Airport Corporation (SAC), die in Vorbereitung auf den Verkauf 1998 entstanden war und den Flughafen ab da bis dato managte und betrieb, in einem Leasingverfahren abgeschlossen. Der Käufer würde die SAC und damit auch den Flughafen für die nächsten 99 Jahre betreiben, ehe der Flughafen dann, also im Jahr 2101, wieder an das Land Australien zurückfällt. Von mehreren Interessenten konnte sich schließlich das Konsortium Southern Cross consortium, das durch die australische Finanzgesellschaft Macquarie bestimmt wurde, durchsetzen. Ihr gehörten am Konsortium insgesamt 53 Prozent, wovon 40 Prozent auf Macquarie Airports (MAp) und die restlichen Anteile auf weitere konzerneigene Firmen entfielen. Weitere Anteile des Konsortiums wurden von der Commonwealth Bank of Australia sowie von Hochtief Airport gehalten, daneben wurden weitere Teile der Southern Cross an der Börse gelistet. Insgesamt hatte Southern Cross für das Leasing-Abkommen 5,588 Milliarden für den Flughafen geboten, etwa 3,19 Milliarden US-Dollar. Damit war die Übernahme der SAC die bislang größte Übernahme in der australischen Wirtschaftsgeschichte. Neben Southern Cross waren zum Schluss noch zwei andere Bieter für den Flughafen im Rennen gewesen: Das von der Deutschen Bank und AMP geleitete Konsortium Sydney Gateway, welches jedoch 640 Millionen Australische Dollar weniger für den Flughafen geboten hatte, sowie ein Connect genanntes Konsortium, dass von ABN Amro angeführt wurde und das kleinste Gebot abgegeben hatte. Der Zuschlag ging an den Meistbietenden und somit an Southern Cross.
Southern Cross setzte privatwirtschaftliche Methoden an und konnte somit das EBITDA des Flughafens in extrem kurzer Zeit stark steigern. Hatte es im Jahr 2000 noch bei 286 Millionen AUD gelegen, war es kurz nach der Übernahme im Jahr 2004 schon auf 423 Millionen AUD gestiegen. 2001 war es jedoch zu einem Absturz des noch nicht privatisierten Airports auf 226,459 Millionen AUD und war im Jahr 2002 bereits auf 316,270 Millionen AUD gestiegen.

#### Entwicklungen
Im Jahr 2007 wurde der Terminal 1 modernisiert.
Nach drei Jahren und Kosten in der Höhe von 500 Millionen Australischer Dollar wurde 2010 die Renovierung des Abflugterminals beendet, der nun 20 Boutiquen, weitere Geschäfte, Bars und Restaurants beherbergt.
Am 18. April 2011 jährte sich der Erstflug auf dem Gelände des Flughafens. Den ersten Flug, der weniger als 10 Minuten dauerte und auf eine Höhe von etwa 40 Meter über Gelände kam, absolvierte Captain Joseph Joel Hammond mit einem Bristol-Doppeldecker.
Mitte April 2011 gab es im Terminal 2 ein Problem bei den Sicherheitskontrollen, nachdem 16 Passagiere die Sicherheitskontrollen durchgangen hatten, jedoch wegen eines technischen Defektes an der Anlage nicht richtig untersucht worden waren, ehe man die Störung bemerkte. Deshalb schickte man sämtliche Passagiere zur Nachkontrolle aus dem Sicherheitsbereich, teilweise wurden sogar Flugzeuge wieder geräumt. Ein Chaos bahnte sich an, das stundenlange Verspätungen und Flugausfälle hervorrief. Insgesamt fielen 29 Flüge aus. Da man am Tag nicht mehr alle Passagiere den Flughafen verlassen konnten, strandeten mehrere tausend Fluggäste über Nacht auf dem Flughafen. Am nächsten Tag konnte mit zusätzlichen Flügen jedoch dann die gestrandeten Passagiere alle befördert werden. Besonders hart traf es die Fluggesellschaft Jetstar, die 15 Flüge streichen musste, daneben wurden auch Virgin Blue, Tiger Airways und QantasLink betroffen.
2011 wurde die Abfertigung von ankommenden und abfliegenden Passagieren neu konzipiert.

#### Western Sydney Airport
Am 2. Mai 2017 informierte die australische Regierung über den Beschluss, rund 50 km westlich von Sydney einen zweiten internationalen Flughafen zu bauen, um Kingsford Smith zu entlasten. Bei rund 5,3 Milliarden Dollar Baukosten ist die Eröffnung des neuen Western Sydney International Airports für 2026 vorgesehen.

## Fluggesellschaften und Ziele
Sydney ist der Heimatflughafen der australischen Qantas Airways. Insbesondere nach Asien gibt es viele Verbindungen. Die Terminals 2 und 3 dienen nationalen Flügen, wobei Qantas exklusiv Terminal 3 nutzt und alle anderen nationalen Fluggesellschaften sich Terminal 2 teilen. Außerdem ist der Flughafen A380-tauglich. Der in Australien besonders wichtige Inlandsmarkt spielt für den Flughafen von Sydney eine besonders wichtige Rolle. Die meisten aller abfliegenden Passagiere sind Inlandspassagiere.

## Terminals

### National
Der nationale Flugverkehr wird in den Terminals 2 und 3 abgewickelt, die nahe aneinander im Nordosten des Flughafengeländes liegen.

### International
Der internationale Flugverkehr wird im Terminal 1 abgefertigt. Es liegt im Nordwesten des Flughafengeländes.

## Kontrollturm

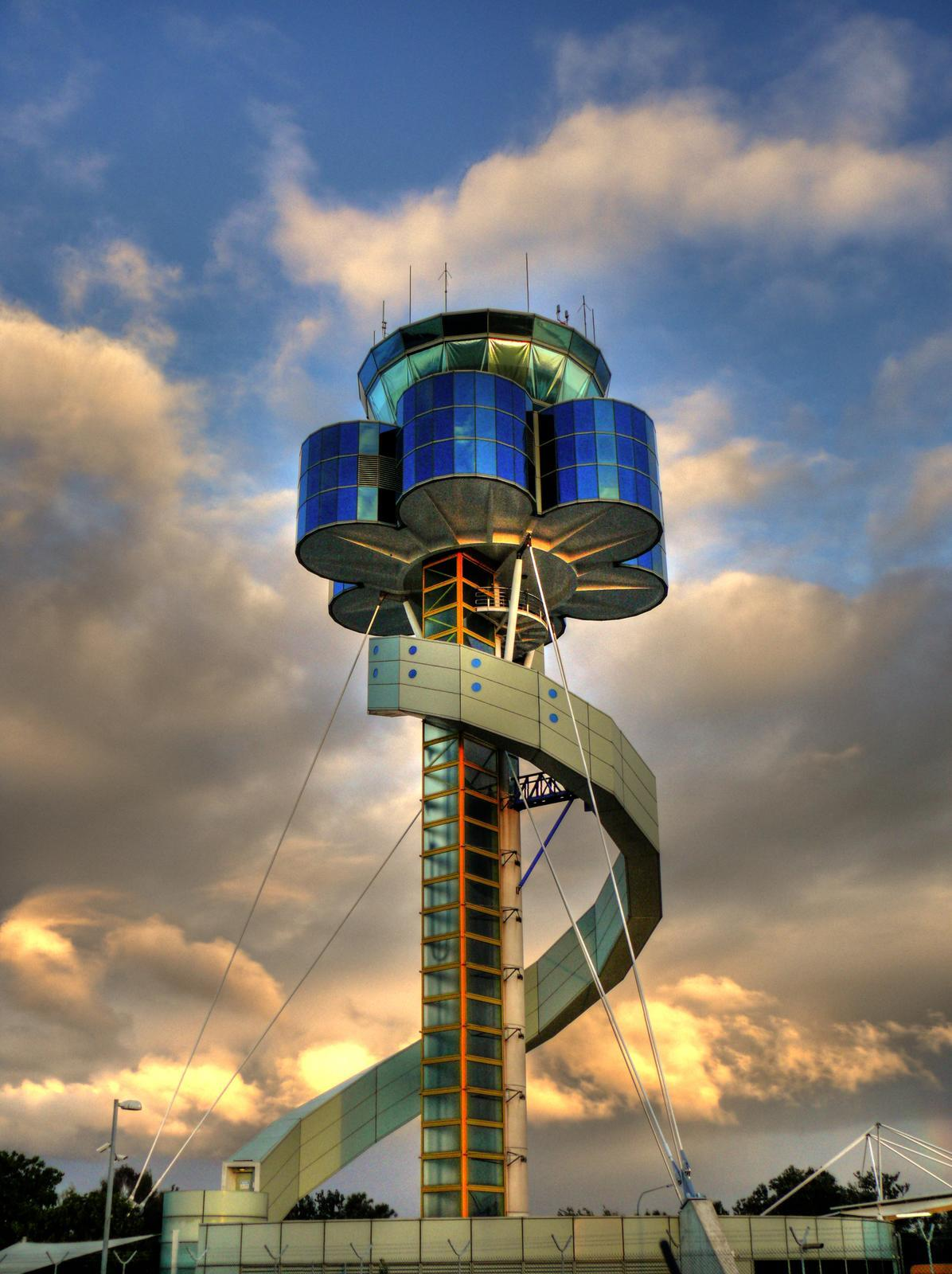
Der Kontrollturm des Sydney Airport

Der erste Kontrollturm am Flughafen von Sydney wurde 1937 gebaut. Er bestand lediglich aus einem kleinen Unterstand auf dem Dach, von wo aus man sich zumeist mit Lichtsignalen verständigte.
Bereits 1941 wurde der Unterstand durch ein richtiges festes Gebäude ersetzt. Das dreistöckige Massivhaus, das daneben das Terminal darstellte, mit zahlreichen Antennen und Aussichtskanzel auf dem Dach war bis 1956 im Einsatz. Das Gebäude steht noch heute und ist mit dem Inlandsterminal verbunden.
Der ab 1956 genutzte Kontrollturm war bereits ein richtiger Turm. Der Turm war mit der Feuerwache verbunden. Von der hoch gelegenen und modern ausgestatteten Kontrollkanzel hatte man einen guten Blick auf das Flughafengelände.
Im Jahr 1972 wurde ein vierter Kontrollturm in Betrieb genommen, der wiederum den bestehenden ersetzte. Das Backsteingebäude wurde nur wenige Meter von der Botany Bay entfernt errichtet. Das Gebäude bot einen suboptimalen Blick, der durch Fehlplanung entstanden war.
Im Jahr 1996 wurde schließlich der aktuelle Kontrollturm eröffnet. Der moderne Bau, der seinen Vorgänger in der Höhe weit übertrifft, bietet mit seiner weit um den Turm geschlungenen Wendeltreppe ein sehr markantes Bild. Er befindet sich auf dem neuesten Stand der Technik.

## Statistik

### Gesamtstatistik

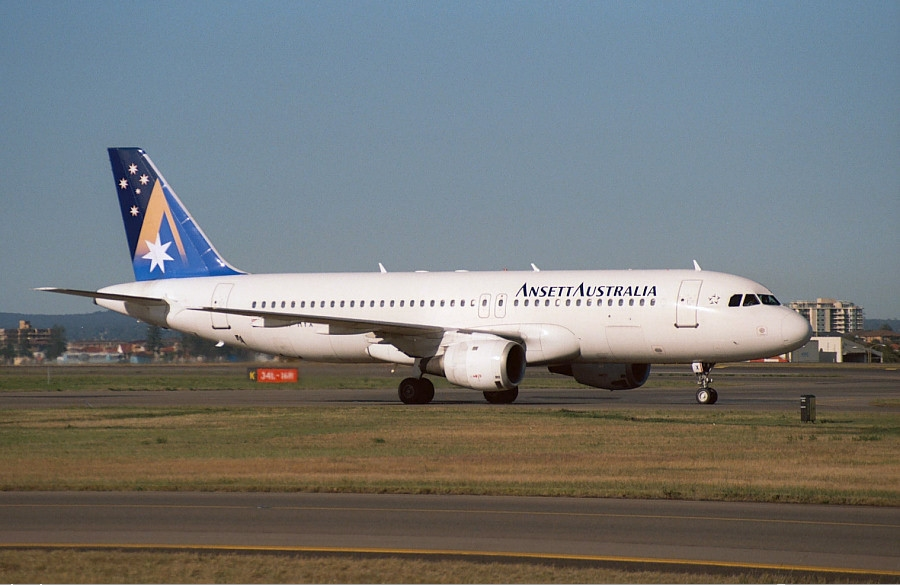
Der Zusammenbruch von Ansett Australia 2001 führt zu einem Tief bei den Passagierzahlen in Sydney und anderen australischen Flughäfen

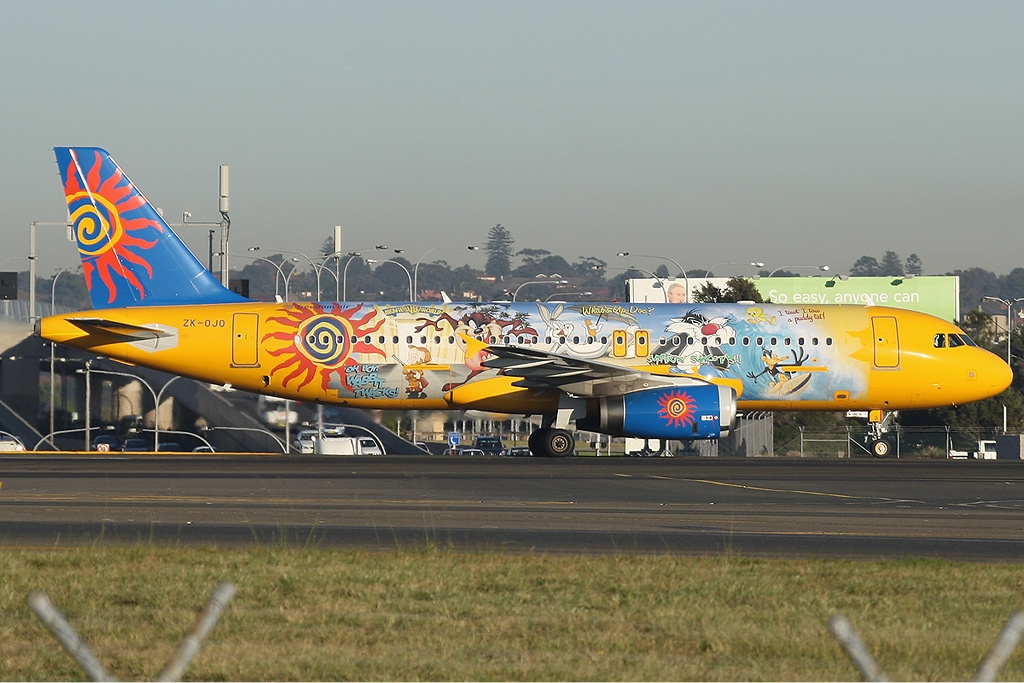
Airbus A320-200 der mittlerweile aufgelösten neuseeländischen Freedom Air 2007

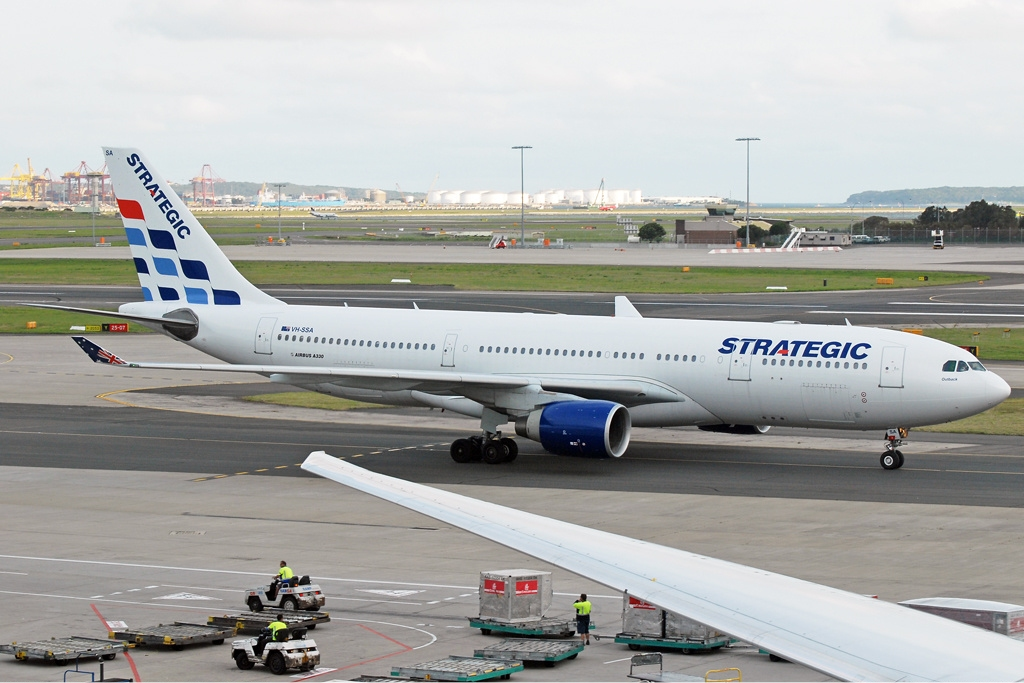
Airbus A330-200 der inzwischen nicht mehr existenten Strategic Airlines 2010 in Sydney

In den letzten Jahren hat der Flughafen von Sydney erhebliches Passagierwachstum erfahren. Die Anzahl der abgefertigten Passagiere vervielfachte sich innerhalb von nur etwa 20 Jahren. Weiterhin ist zu bemerken, dass der Sydney Airport oftmals in seinem Wachstum von Krisen zwar gebremst wurde, aber nicht an Passagieren verlor. Während zum Beispiel nahezu sämtliche Verkehrsflughäfen weltweit während der Weltwirtschaftskrise 2008/2009 stark an Passagieren verloren, konnte der Sydney Airport sogar ein minimales Wachstum erzielen. Schwer getroffen wurde der Flughafen jedoch, wie viele andere Flughäfen auch, von den Folgen des 11. Septembers 2001, als die Passagierzahlen weltweit einbrachen. Daraufhin brach kurz darauf die ohnehin schon finanziell schwer angeschlagene Fluggesellschaft Ansett Australia, die bis dahin neben Qantas die treibende Kraft im für Australien sehr wichtigen Inlandsverkehr war, zusammen. Die anderen Fluggesellschaften konnten die dadurch entstandene Kapazitätslücke nicht so schnell füllen, weshalb alle australischen Flughäfen an den Folgen stark litten.

## Flughafengesellschaft
Der Sydney Airport wird durch die private Sydney Airport Corporation Limited, kurz SACL, betrieben.

### Besitzverhältnisse
Die 2002 privatisierte Sydney Airport Holdings befindet sich zu 12 Prozent in der Hand der Hochtief AirPort und zu 3 Prozent der Australian super funds, während die restlichen 85 durch MAp Airports, Tochter des australischen Finanzgiganten Macquarie Bank, gehalten werden. Die Sydney Airport Holdings ist an der australischen Börse gelistet.
Nach der Privatisierung bestand das Konsortium aus MAp Airport und Macquarie, die zusammen mehr als die Hälfte der Anteile kontrollierten. Daneben waren von Anfang an auch Hochtief AirPort und Australian super funds beteiligt. Weitere Anteile hatte man an der Börse verkauft, wo zahlreiche Investoren zugriffen. MAp Airports konzentrierte sich in den Folgejahren auf das Hochfahren ihrer Anteile. Der letzte wichtige Deal wurde 2011 zwischen MAp Airports und dem kanadischen Pensionsfonds Ontario Teachers’ Pension Plan (OTPP) geschlossen. Der Deal umfasste, dass MAp Airports ihre Anteile an den Flughäfen von Brüssel und Kopenhagen mit einem Wert von 1,65 Milliarden Dollar an die Ontario Teachers' Pension Plan transferierte, während sie im Gegenzug den 11-prozentigen Anteil von Ontario Teachers' Pension Plan am Sydney Airport mit einem Wert von etwa 803 Millionen Dollar und darüber hinaus eine Zahlung von 850 Millionen Dollar erhalten würde. Durch den Deal stiegen die Anteile von MAp Airports von 74 auf 85 Prozent.

## Kritik
Bei einer Befragung bei australischen Fluggästen und der Auswertung anderer Fakten durch die Australian Competition and Consumer Commission wurde der Sydney Airport 2011 zum wiederholten Mal zum schlechtesten Flughafen Australiens gewählt. Ein Kritikpunkt in der Umfrage, in der der Brisbane Airport siegte, waren die hohen Parkgebühren. Auch die hohen Kosten für den Transfer mit der Bahn in die Stadt gelten als wenig besucherfreundlich. In anderen Umfragen wird der Flughafen jedoch zum Teil deutlich besser bewertet. In einer anderen Umfrage zum Beispiel, an der 32.000 Australier teilnahmen, lag der Sydney Airport nach Melbourne auf Platz 2, während die hinteren Plätze hingegen an Hobart und Darwin gingen. Bloomberg zum Beispiel ernannte ihn zum besten australischen Flughafen, der im weltweiten Bloomberg-Ranking jedoch nur den 63. Platz erreichte.

## Zwischenfälle
- Am 2. Mai 1946 wurde eine Avro Lancastrian C.1 der British Overseas Airways Corporation (BOAC) (Luftfahrzeugkennzeichen G-AGMC) bei der Landung auf dem Flughafen Sydney-Mascot irreparabel beschädigt, als das Fahrwerk zusammenbrach. Über Personenschäden ist nichts bekannt, es gab jedoch keine Todesfälle.[81]

- Am 17. November 1951 wurde eine Avro Lancastrian 3 der australischen Qantas Airways (VH-EAV) beim Start vom Flughafen Sydney-Mascot irreparabel beschädigt. Über Personenschäden ist nichts bekannt, es gab jedoch keine Todesfälle.[82]

- Am 30. November 1961 zerbrach eine Vickers Viscount 720 der australischen Ansett ANA (VH-TVC) bei starken Turbulenzen und hoher Geschwindigkeit kurz nach dem Start vom Flughafen Sydney-Kingsford Smith 5 Kilometer südlich davon in der Luft. Alle 15 Menschen an Bord starben.[83]